# La Universidad Desconocida
La Universidad Desconocida es el sexto y último libro de poesía del escritor chileno Roberto Bolaño (1953-2003), y el primero de este tipo aparecido de manera póstuma, publicado en 2007 en Barcelona por la Editorial Anagrama.
Este libro fue publicado el mismo año que el libro de cuentos El secreto del mal, coincidiendo también con el lanzamiento de Los detectives salvajes en Estados Unidos.
El libro, que está dedicado a su primogénito, Lautaro Bolaño, incluye varios poemas inéditos, así como otros ya aparecidos anteriormente en revistas literarias, antologías o bien en otros libros del autor, tales como Fragmentos de la Universidad Desconocida (1992), Los perros románticos (1993), Tres (2000) y Amberes (2002). Su título está tomado del relato breve «Los hombres que asesinaron a Mahoma», de Alfred Bester.

## Estructura
| «Combien j'aime Ce tant bizarre Monsieur Rops Qui n'est pas un grand prix de Rome Mais dont le talent est haute comme une pyramide de Cheops». —Baudelaire (epígrafe de la Primera parte). |

Tal y como explica Carolina López, viuda del escritor, en una nota introductoria al inicio del libro titulada Nota de los herederos del autor, esta obra es el resultado de un trabajo del propio autor de recopilación y ordenamiento de sus poemas. Así, La Universidad Desconocida es una copia exacta (salvo por correcciones mínimas) del manuscrito original fechado por el propio Bolaño en 1993, y que nunca publicó en vida. Dicha nota inicial además contiene el poema inédito de Roberto Mi carrera literaria, fechado en octubre de 1990. La motivación de Bolaño para llevar este proyecto a cabo durante 1993 fue el haberse enterado unos meses antes de que padecía la enfermedad que lo llevaría a su muerte, diez años más tarde.
El libro está dividido en tres partes, cada una de ellas dividida a su vez en secciones que contienen a los poemas. Luego de la Tercera parte hay dos notas breves de Bolaño, fechadas en Blanes, respectivamente entre julio de 1992 y mayo de 1993, y en enero de 1993, donde explica la procedencia de algunos textos. Posteriormente se describe una Bibliografía de la procedencia de los poetas anteriormente publicados, y finalmente se incluye una última nota titulada Breve historia del libro, también escrita por Carolina López, donde se explica la procedencia física de los textos (algunos mecanografiados y otros presentes en archivos de computadora) así como diversas notas escritas por el autor, algunas de ellas relacionadas con postulaciones a concursos literarios.

### Lista de poemas
| Título | Procedencia |
| --- | --- |
| Primera parte | |
| 1. La Novela-Nieve «Esperas que desaparezca la angustia» Amanecer La novela-nieve Ésta es la pura verdad «Raro oficio gratuito» El trabajo «A las 4 de la mañana viejas fotografías de Lisa» «Dentro de mil años no quedará nada» «Escribe sobre las viudas las abandonadas» Las pelucas de Barcelona Mis castillos Poeta chino en Barcelona Mi poesía Pendejo Whistler Niños de Dickens «La navaja en el cuello» Árboles No componer poemas sino oraciones «Pregunté si aún estaba allí» «¿Qué haces en esta ciudad donde eres pobre y desconocido?» «Según Alain Resnais» Un soneto Para Efraín Huerta La única imagen que guardo de T. C. «Tu texto... Tu forma de evitar la rodilla» El monje El poeta no espera a la dama Tersites «Textos de Joe Haldeman, J. G. Ballard» «He soñado labios» «No enfermarse nunca Perder todas las batallas» | (Barcelona y Gerona; 1978-1981) inédito Algunos poetas en Barcelona inédito Berthe Trépat, n.º 3 Los perros románticos (1993) inédito Le Prosa, n.º 3; Los perros románticos (1993) inédito Los perros románticos (1993) |
| 2. Guiraut de Bornelh «Guiraut de Bornelh la lluvia» «Edad Media de las cabelleras que el viento esquiva» «Se ríen los trovadores en el patio de la taberna» «No esperes nada del combate» «Guiraut sentado en el patio de la taberna» | (Barcelona y Gerona; 1978-1981) inédito Le Prosa, n.º 3 Viajes de ida y vuelta: Poetas chilenos en Europa Le Prosa, n.º 3 |
| 3. Calles de Barcelona «La pesadilla empieza por allí, en ese punto» «Los floreros disimulan» «Duerme abismo mío, los reflejos dirán» «Una voz de mujer dice que ama» Fritz Leiber relee algunos de sus cuentos «Éstos son los rostros romanos del Infierno» Una lectura de Conrad Aiken Una lectura de Howard Frankl El Greco La soledad «Vete al infierno Roberto, y recuerda que ya nunca más» «No puedo caminar dices» «La sangre coagulada en un vidrio horizontal» La primavera «Escribe el sexo rojo atravesado por palmeras grises» Escribe lo que quieras Cuando piense en gente hecha mierda todos los días La ética «Llegará el día en que desde la calle te llamarán» Ángeles «Dársenas Todo espíritu maligno anima» Calles de Barcelona | (Barcelona y Gerona; 1978-1981) Los perros románticos (1993) Los perros románticos (1993) inédito Los perros románticos (1993) Trilce, n.º 18; Los perros románticos (1993) inédito Trilce, n.º. 18; Viajes de ida y vuelta... ; Los perros románticos (1993) inédito Los perros románticos (1993) inédito |
| 4. En la sala de lecturas del Infierno La llanura Biblioteca de Poe Patricia Pons «Ya no hay imágenes, Gaspar, ni metáforas en la zona» «En la sala de lecturas del Infierno» «Cae fiebre bajo nieve» Tran-qui-lo «La violencia es como la poesía, no se corrige» «La nieve cae sobre Gerona» «Ella se saca los pantalones en la oscuridad» Te alejarás «Ahora tu cuerpo es sacudido por» Para Edna Lieberman «Caca... Con mucho cuidado he trazado la «G»» | (Barcelona y Gerona; 1978-1981) inédito Los perros románticos (1993) inédito Le Prosa, n.º 3; Viajes de ida y vuelta...; Los perros románticos ('93,'00,'06) Le Prosa, n.º 3; Viajes de ida y vuelta...; Los perros románticos (1993) inédito Los perros románticos (1993) inédito Berthe Trépat, n.º 3 |
| 5. San Roberto de Troya Mesa de fierro La ventana «Estoy en un bar y alguien se llama Soni» «De sillas, de atardeceres extra» «El autor escapó» Lola Paniagua «Soy una cama que no hace ruidos una cama a la una» Una estatua Las sirenas «La niña roja realmente es un sonido» Dos poemas para Sara La esperanza Para Victoria Ávalos Victoria Ávalos y yo Juan del Encina Entre las moscas San Roberto de Troya Macedonio Fernández «Hay días en que a uno le es dado leer enormes poemas» Para Rosa Lentini, que desea ser adulta y responsable «Hermosos instantes sin memoria» La Chelita Plaza de la estación Los artilleros «Un Tao... Un Tao... Nuestro pequeño Darío» «Aparecen a esta hora aquellos amaneceres del D. F.» «Dos cuerpos dentro de un saco de dormir» «En realidad el que tiene más miedo soy yo» «No importa hacia donde te arrastre el viento» Un fin de semana | (Barcelona y Gerona; 1978-1981) inédito Los perros románticos (1993, 2000, 2006) Regreso a la Antártida inédito Los perros románticos (1993) inédito Fosa Común inédito Los perros románticos (1993, 2000, 2006) inédito Los perros románticos (1993) inédito Los perros románticos (1993) Los perros románticos (1993, 2000, 2006) inédito Regreso a la Antártida; Viajes de ida y vuelta... inédito |
| 6. Nada malo me ocurrirá El dinero La calle Tallers «Todos los comercios hoy estaban cerrados» «París rue des Eaux Dijo que la poesía» Mario Santiago Una mosca empotrada en una mosca Una escena barcelonesa Fragmentos Bisturí-hostia «Las persianas dejan pasar, apenas, dos rayos de luna» «Todo me lo tengo merecido patrón no prenda la luz» Nuevas urbanizaciones. Pesadilla La curva «Es de noche y estoy en la zona alta» «Buenas noches córnea buenas noches» «Amanece en el camping» Otro amanecer en el camping Estrella de Mar Nada malo me ocurrirá «Escucho a Barney Kessel» Primavera de 1980. Para Randy Weston Para Antoni García Porta Molly El robot «Fría realidad ojo de mosca helada» | (Barcelona y Gerona; 1978-1981) inédito Los perros románticos ('93,'00,'06); Berthe Trépat, n.º 3 inédito Berthe Trépat, n.º 3 inédito |
| 7. Tu lejano corazón «No escuches las voces de los amigos muertos, Gaspar» «Colinas sombreadas más allá de tus sueños» «La muerte es un automóvil» «En el Distrito 5.º con los sudacas» «Nadie te manda cartas ahora» Tu lejano corazón «Dije que jamás te olvidaría» «Ahora paseas solitario» «Entre Friedrich von Hausen» Tardes de Barcelona | (Barcelona y Gerona; 1978-1981) Fragmentos de la Universidad Desconocida Regreso a la Antártida; Fragmentos de la Universidad Desconocida Le Prosa, n.º 3; Fragmentos de la Universidad Desconocida Regreso a la Antártida; Fragmentos de la Universidad Desconocida Viajes de ida y vuelta...; Fragmentos de la Universidad Desconocida |
| Segunda parte | |
| 1. Tres textos Nel, majo El inspector El testigo | (Suerte de prólogo a Gente que se aleja) inédito |
| 2. Gente que se aleja Fachada La totalidad del viento Cuadros verdes, rojos y blancos Soy mi propio hechizo Azul Gente razonable y gente irrazonable El Nilo Los utensilios de limpieza Un mono No había nada Entre los caballos Las instrucciones La barra El policía se alejó La sábana Mi único y verdadero amor Intervalo de silencio Hablan pero sus palabras no son registradas Literatura para enamorados Sinopsis. El viento Cuando niño El mar Perfección Pasos en la escalera 27 años Un silencio extra A veces temblaba Un lugar vacío cerca de aquí Amarillo El enfermero Un pañuelo blanco La calle Tallers La pelirroja Rampas de lanzamiento Un hospital Gente que se aleja Tres años La pistola en la boca Grandes olas plateadas Los motociclistas El vagabundo Agua clara en el camino Como un vals Nunca más solo El aplauso El baile No hay reglas Bar La Pava, autovía de Castelldefels Amberes El verano El brillo de la navaja Noche silenciosa Monty Alexander Automóviles vacíos Los elementos Nagas Post Scriptum | (camping Estrella de Mar, Castelldefels; 1980) Amberes (como Tenía el pelo rojo) Amberes (como Veintisiete años) Amberes inédito Amberes (como No puedes regresar) Amberes (como Barrios obreros) Amberes |
| 3. Iceberg Apuntes de una castración La pelirroja La victoria | (1981-1982) Berthe Trépat, n.º 3; Fragmentos de la Universidad Desconocida Cambio, n.º 91 inédito |
| 4. Prosa del otoño en Gerona «Una persona —debería decir una desconocida—» «La desconocida está tirada en la cama» «Te hace bromas, te acaricia» «Después de un sueño» «"Esto podría ser el Infierno para mí"» «La pantalla atravesada por franjas» «Dice que está bien» «Al personaje que queda la aventura» «De este lado del río» «No es de extrañar que la habitación» «La situación real» «Las dos de la noche» «Lo que hay detrás» «Para acercarse a la desconocida» «El otoño en Gerona» «El autor suspende su trabajo» «La muerte también» «Así, no es de extrañar» «Mañana de domingo» «En efecto, el desaliento» «Me lavo los dientes» «Quiero decir: allí está Giorgio Fox» «Recurrente, la desconocida cuelga» «El paraíso, por momentos» «No es de extrañar que el autor» «Amanecer nublado» «Una persona te acaricia» «El viejo momento» «Ahora te deslizas hacia el plan» «A través de los ventanales» «Ahora llenas la pantalla» «La realidad» «Llama al jefe y dile» «El caleidoscopio observado» «Esta esperanza» | (Gerona; 1981) Fragmentos de la Universidad Desconocida; Tres Fragmentos de la Universidad Desconocida; Tres Fragmentos de la Universidad Desconocida; Tres Fragmentos de la Universidad Desconocida; Tres Fragmentos de la Universidad Desconocida; Tres Fragmentos de la Universidad Desconocida; Tres Fragmentos de la Universidad Desconocida; Tres Fragmentos de la Universidad Desconocida; Tres Fragmentos de la Universidad Desconocida; Tres Fragmentos de la Universidad Desconocida; Tres Fragmentos de la Universidad Desconocida; Tres Fragmentos de la Universidad Desconocida; Tres Fragmentos de la Universidad Desconocida; Tres Fragmentos de la Universidad Desconocida; Tres Fragmentos de la Universidad Desconocida; Tres Fragmentos de la Universidad Desconocida; Tres Fragmentos de la Universidad Desconocida; Tres Fragmentos de la Universidad Desconocida; Tres Fragmentos de la Universidad Desconocida; Tres Fragmentos de la Universidad Desconocida; Tres Fragmentos de la Universidad Desconocida; Tres Fragmentos de la Universidad Desconocida; Tres Fragmentos de la Universidad Desconocida; Tres Fragmentos de la Universidad Desconocida; Tres Fragmentos de la Universidad Desconocida; Tres Fragmentos de la Universidad Desconocida; Tres Fragmentos de la Universidad Desconocida; Tres Fragmentos de la Universidad Desconocida; Tres Fragmentos de la Universidad Desconocida; Tres Fragmentos de la Universidad Desconocida; Tres Fragmentos de la Universidad Desconocida; Tres Fragmentos de la Universidad Desconocida; Tres Fragmentos de la Universidad Desconocida; Tres Fragmentos de la Universidad Desconocida; Tres Fragmentos de la Universidad Desconocida; Tres                                    |
| 5. Manifiestos y posiciones «La poesía chilena en un gas» «Horda» «La poesía latinoamericana» «Manifiesto mexicano» | (resp. de 1979 o 1980; 1991; 1992; 1984) inédito Turia, n.º 75 |
| Tercera parte | |
| 1. Poemas perdidos Las pulsaciones de tu corazón Napo Gitanos Bruno Montané cumple treinta años En algún lugar seco y enorme, 1949 La suerte | (Las pulsasiones... es de 1981; el resto estaba en cuaderno regalado en 1987) inédito |
| 2. Nueve poemas «Procura no dormir, Roberto, me digo» «La muerte es un automóvil con dos o tres amigos lejanos» «La vi caminar calle abajo» «En coches perdidos» «Cada día los veo, junto a sus motos» «Llegué a los Estadios con mucho frío, patrón» «En la película de la tele el gángster toma un avión» «Volví en sueños al país de la infancia» El Último Salvaje | (1990, luego de una larga sequía poética) inédito Fragmentos de la Universidad Desconocida inédito Fragmentos de la Universidad Desconocida inédito Fragmentos de la Universidad Desconocida Fragmentos...; El último...; Hablar falar de poesía, n.º 3; Los perros... (2006) |
| 3. Mi vida en los tubos de supervivencia «Resurrección dijo el viajero en la posada» Policías «Soñé con detectives helados» Los detectives Los detectives perdidos Los detectives helados Los hombres duros no bailan Los hombres duros. Comentario crítico y etnográfico El nómade El atardecer Autorretrato a los veinte años El sudamericano Lupe Lisa «El recuerdo de Lisa se descuelga otra vez» «Te regalaré un abismo, dijo ella» La francesa Ojos Ella reina sobre las destrucciones Lluvia El gusano Atole La luz Nopal El último canto de amor de Pedro J. Lastarria, alias «El Chorito» Ernesto Cardenal y yo Los perros románticos La gran fosa Mi vida en los tubos de supervivencia F. B. —He dead Sophie Podolski Homenaje a Resortes Homenaje a Tin Tan El burro He vuelto a ver a mi padre Los blues taoístas del Hospital Valle Hebrón Las enfermeras El fantasma de Edna Lieberman El rey de los parques Los crepúsculos de Barcelona Palingenesia Devoción de Roberto Bolaño El regreso de Roberto Bolaño La griega Los años Reencuentro El señor Wiltshire Versos de Juan Ramón Los neochilenos Mejor aprender a leer que aprender a morir Resurrección | (1992; algunos de 1991 y 1993; el último fue Los neochilenos) inédito Los perros románticos (1993, 2000, 2006) Los perros románticos (1993, 2000, 2006); Hora Zero, n.º 39; Ateneo, n.º 13 Los perros románticos (1993, 2000, 2006) Fragmentos de la Universidad Desconocida; Los perros románticos ('93,'00,'06) inédito El Bosque, n.º 9 inédito Fragmentos de la Universidad Desconocida ; Los perros románticos ('00,'06) inédito Los perros románticos (1993, 2000, 2006); El último salvaje inédito Los perros románticos (1993) Los perros románticos (1993, 2000, 2006); Hora Zero, n.º 39 inédito Los perros románticos (2000, 2006) Fragmentos de la Universidad Desconocida; Los perros románticos ('00,'06) Los perros románticos (1993, 2000, 2006) inédito Los perros románticos (1993, 2000, 2006); El último salvaje El Bosque, n.º 9; Los perros románticos (2000, 2006) Los perros... ('93,'00,'06); El Bosque, n.º 9; Ateneo, n.º 13; Hora Zero, n.º 39 inédito Los perros románticos (1993); El último salvaje inédito Los perros románticos (1993) Los perros románticos (1993) Los perros románticos (1993, 2000, 2006); El último salvaje Los perros románticos (1993); Ateneo, n.º 13 inédito Los perros románticos (1993, 2000, 2006); El Bosque, n.º 9 Los perros románticos (1993) inédito Los perros... ('93,'00,'06); El último...; Renacimiento, n.º 23-24; Hora Zero, n.º 39 inédito El Bosque, n.º 9 Los perros románticos (1993, 2000, 2006) Los perros románticos (1993) inédito Los perros románticos (1993, 2000, 2006); El Bosque, n.º 9 El Bosque, n.º 9; El último salvaje; Los perros románticos (2000, 2006) Trilce, n.º 2; Tres inédito Fragmentos de la Universidad Desconocida; Los perros románticos (2000, 2006) |
| 4. Un final feliz «Un final feliz» Autorretrato Cuatro poemas para Lautaro Bolaño Dos poemas para Lautaro Bolaño Retrato en mayo, 1994 Un final feliz Musa | (1992) Los perros románticos (1993) inédito Los perros románticos (1993, 2000, 2006); El último salvaje |

## Recepción y crítica
En junio de 2007, su amigo, el escritor y periodista Rodrigo Fresán, publicó en Letras Libres una positiva reseña tanto de esta obra como de El secreto del mal. Para Fresán, La Universidad Desconocida es «el libro más autobiográfico de Bolaño»; califica a la obra en su conjunto de «tesoro», y a sus poemas como «épicos y domésticos», de corte fuertemente «romántico». Fresán además dice que «Bolaño trabaja aquí con los lugares comunes y los clichés de la bohemia pero —en esto reside el valor y el genio del libro— convirtiéndolos en algo indivisible y suyo».